# Ляки (река)
Ляки — река в Хабаровском крае, Россия, правый приток Маи. Длина реки — 152 км, площадь водосборного бассейна — 2540 км².
Исток находится на высоте более 600 м над уровня моря в Юдомо-Майском нагорье, к югу от горы Урахая. В верховьях течёт в южном направлении, затем последовательно поворачивает на запад и северо-запад. В среднем течении берега местами заболочены. Впадает в реку Мая справа на высоте ниже 257 м над уровнем моря выше по течению впадения Ингили. Ширина русла в низовьях у брода — 50 м, глубина — 0,6 м, скорость течения — 1 м/с.

## Основные притоки
Указаны поименованные притоки длиной 20 км и более
| Название   | Расстояние от устья | Длина | Положение |
| ---------- | ------------------- | ----- | --------- |
| Куранак    | 5,9                 | 44    | правый    |
| Дарендихан | 19                  | 21    | правый    |
| Улак       | 25                  | 68    | правый    |
| Окталы     | 39                  | 30    | правый    |
| Юкатели    | 53                  | 20    | левый     |
| Гувинда    | 99                  | 40    | левый     |

## Данные водного реестра
По данным государственного водного реестра России относится к Ленскому бассейновому округу, речной бассейн реки — Лена, речной подбассейн реки — Алдан, водохозяйственный участок реки — Мая от истока до водомерного поста села Аим.
Код объекта в государственном водном реестре — 18030600512117300029254.